# Кодзука, Такахико
Такахико Кодзука (яп. 小塚崇彦 Кодзука Такахико, род. 27 февраля 1989 года, Нагоя) — японский фигурист-одиночник. Чемпион мира среди юниоров (2006), чемпион Японии (2011), серебряный призёр чемпионата мира 2011 года. По состоянию на апрель 2013 года занимает 7-е место в рейтинге Международного союза конькобежцев (ИСУ).

## Личная жизнь
Такахико Кодзука родился в японском городе Нагоя. Он начал кататься на коньках в возрасте пяти лет. Его отец, Цугухико Кодзука, в прошлом был фигуристом-одиночником и представлял Японию на зимних Олимпийских играх 1968 года, а его мать, также фигуристка, выступала в танцах на льду. Отец Такахико сейчас является одним из членов тренерской команды сына. Также спортсмена тренирует Нобуо Сато, чья дочь, Юка Сато — чемпионка мира 1994 года в женском одиночном катании — является у Такахико хореографом.

## Карьера
В сезоне 2005—2006 Такахико победил в финале юниорского Гран-при, выиграл чемпионат Японии среди юниоров и чемпионат мира среди юниоров.
В сезоне 2006—2007 он дебютировал в серии Гран-при. Такахико выиграл бронзовую медаль на этапе «NHK Trophy» и занял шестое место на турнире «Trophée Eric Bompard». Также, он был шестым на чемпионате Японии и четвёртым на Азиатских играх.
В следующем сезоне он выиграл серебряную медаль на чемпионате Японии и был восьмым на чемпионате четырёх континентов и чемпионате мира, что позволило Японии выставить на чемпионат мира 2009 года трёх спортсменов.
В сезоне 2008—2009, Кодзука выиграл этап серии Гран-при «Skate America» и стал вторым на этапе «Trophée Eric Bompard», попав, таким образом, в финал Гран-при, где выиграл серебряную медаль. На чемпионате четырёх континентов получил «бронзу». А также, стал шестым на чемпионате мира.
Не совсем удачно выступил на национальном чемпионате в Саппоро, где остался без медалей (это случалось с ним крайне редко). В марте 2016 года принял решение о завершение спортивной карьеры весной текущего года. 17 апреля он завершил спортивную карьеру.

## Программы

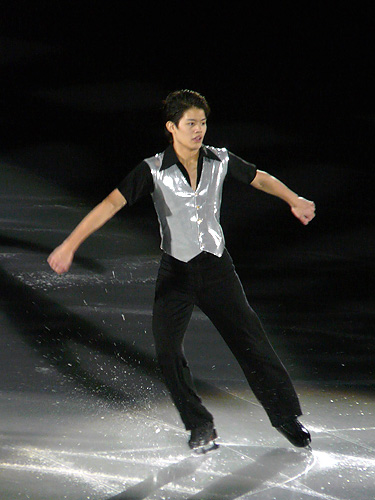
Такахико Кодзука на турнире «Cup of Russia» в 2007 году.

| Сезон     | Короткая программа                                                              | Произвольная программа                                                                                                 | Показательные                                                                         |
| --------- | ------------------------------------------------------------------------------- | --- | ------------------------------------------------------------------------------------- |
| 2013—2014 | Unsquare Dance Дэйв Брубек хореограф Ше-Линн Бурн                               | Интродукция и Рондо каприччиозо для скрипки с оркестром Op. 28 Камиль Сен-Санс хореографы Марина Зуева                 |                                                                                       |
| 2012—2013 | Concert Overture из кинофильма «Исход» Кэрол Шимановский хореограф Дэвид Уилсон | Интродукция и Рондо каприччиозо для скрипки с оркестром Op. 28 Камиль Сен-Санс хореографы Марина Зуева и Фёдор Андреев |                                                                                       |
| 2011—2012 | Inner Urge Джои Хендерсон хореограф Дэвид Уилсон                                | Саундтрек к фильму «Навсикая из долины Ветров» Дзё Хисаиси хореографы Марина Зуева и Фёдор Андреев                     | Cello Song Ник Дрейк                                                                  |
| 2010—2011 | Soul Man Орин Айзекс                                                            | Концерт для фортепиано с оркестром № 1 Ференц Лист                                                                     | Hello, Goodbye & Safety Dance из сериала «Glee cast» Free Fallin' исполнил Джон Мейер |
| 2009—2010 | Bold as Love Джими Хендрикс                                                     | Guitar Concerto Майкл Кэймен и Томоясу Хотей                                                                           | Closer Ne-Yo                                                                          |
| 2008—2009 | Take Five квартет Дейва Брубека                                                 | Ромео и Джульетта Нино Рота                                                                                            | Save the Last Dance for Me Майкл Бубле                                                |
| 2007—2008 | Caravan The Ventures                                                            | Beatles Concerto for 2 Pianos and Orchestra Джон Раттер                                                                | Остаться в живых сиквел фильма «Лихорадка субботнего вечера» Bee Gees                 |
| 2006—2007 | Art on Ice & Сарабанда Эдвин Мартон                                             | Концерт для фортепиано с оркестром № 2 Фредерик Шопен                                                                  | I Could Have Danced All Night из мюзикла «Моя прекрасная леди» Джейми Каллум          |
| 2005—2006 | Sing, Sing, Sing Бенни Гудмен                                                   | Концерт для фортепиано с оркестром F-dur Джордж Гершвин                                                                | Car Wash Мисси Элиот и Кристина Агилера                                               |
| 2004—2005 | Migra Сантана                                                                   | Пираты Карибского моря Саундтрек Клаус Баделт и Ханс Циммер                                                            | Car Wash Мисси Элиот и Кристина Агилера                                               |
| 2003—2004 | Sing, Sing, Sing Бенни Гудмен                                                   | Половецкие пляски из оперы «Князь Игорь» Александр Бородин                                                             | Cotton-Eyed Joe Rednex                                                                |
| 2002—2003 | Дон Кихот Людвиг Минкус                                                         | Moonlight Serenade Гленн Миллер                                                                                        |                                                                                       |
| 2001—2002 | Танец с саблями из балета «Гаянэ» Арам Хачатурян                                | Espana Cani Паскуаль Маркуина Нарро                                                                                    |                                                                                       |
| 2000—2001 | The Mexican Hat Dance Jarabe tapatio                                            | |                                                                                       |

## Спортивные достижения

### Результаты после 2006 года
| Соревнования                               | 2006—2007 | 2007—2008 | 2008—2009 | 2009—2010 | 2010—2011 | 2011—2012 | 2012—2013 | 2013—2014 | 2014—2015 | 2015–2016 |
| ------------------------------------------ | --------- | --------- | --------- | --------- | --------- | --------- | --------- | --------- | --------- | --------- |
| Зимние Олимпийские игры                    |           |           |           | 8         |           |           |           |           |           |           |
| Чемпионаты мира                            |           | 8         | 6         | 10        | 2         | 11        |           | 6         | 12        |           |
| Чемпионаты четырёх континентов             |           | 8         | 3         |           | 4         |           |           | 2         |           |           |
| Чемпионаты Японии                          | 6         | 2         | 2         | 3         | 1         | 2         | 5         | 3         | 3         | 5         |
| Финалы Гран-при                            |           |           | 2         |           | 3         |           | 5         |           |           |           |
| Этапы Гран-при: Cup of China               |           |           |           |           | 1         |           |           | 3         |           |           |
| Этапы Гран-при: Skate America              |           | 8         | 1         |           |           | 3         | 1         | 6         |           |           |
| Этапы Гран-при: Cup of Russia              |           | 5         |           | 2         |           |           | 2         |           | 6         | 9         |
| Этапы Гран-при: Trophée Eric Bompard       | 6         |           | 2         |           | 1         |           |           |           |           |           |
| Этапы Гран-при: NHK Trophy                 | 3         |           |           | 7         |           | 2         |           |           |           |           |
| Этапы Гран-при: Skate Canada International |           |           |           |           |           |           |           |           | 8         |           |
| Командный чемпионат мира                   |           |           | 8/3*      |           |           |           |           |           |           |           |
| Зимние Универсиады                         |           |           |           |           |           |           |           |           | 2         |           |
| Азиатские зимние игры                      | 4         |           |           |           |           |           |           |           |           |           |

- * — место в личном зачете/командное место

### Результаты до 2006 года
| Соревнования                       | 2002—2003 | 2003—2004 | 2004—2005 | 2005—2006 |
| ---------------------------------- | --------- | --------- | --------- | --------- |
| Чемпионаты мира среди юниоров      |           |           |           | 1         |
| Чемпионаты Японии                  |           |           | 4         | 4         |
| Чемпионаты Японии среди юниоров    | 7         | 6         | 4         | 1         |
| Финалы юниорской серии Гран-при    |           |           |           | 1         |
| Этапы юниорского Гран-при, Япония  |           |           |           | 1         |
| Этапы юниорского Гран-при, Канада  | 4         |           |           | 2         |
| Этапы юниорского Гран-при, Венгрия |           |           | 7         |           |
| Этапы юниорского Гран-при, Польша  |           | 9         |           |           |
| Этапы юниорского Гран-при, Мексика |           | 2         |           |           |